# Referendum costituzionale in Egitto del 2011
Il referendum costituzionale si è svolto in Egitto il 19 marzo 2011, a seguito delle sommosse popolari in Egitto del 2011. Più di 14 milioni (77%) a favore, mentre circa 4 milioni (23%) contro le modifiche, il 41% di 45 milioni di elettori sono andati a votare.
Le riforme costituzionali approvate includevano una limitazione della presidenza a un massimo di due termini di quattro anni, il controllo giudiziario delle elezioni, la possibilità per il presidente di nominare un vice, una commissione per redigere una nuova costituzione a seguito delle elezioni parlamentari, facilitato l'accesso alle elezioni presidenziali da parte dei candidati tramite la raccolta di 30.000 firme di almeno 15 province, 30 membri di una camera del legislatore, o la designazione da parte di detentori di almeno un seggio in parlamento.
Tali riforme sono state accettate da entrambi gli schieramenti politici per aumentare le garanzie democratiche, ma alcuni criticavano che una elezione poteva favorire l'ascesa al potere dei Fratelli musulmani e membri dell'ex Partito Nazionale Democratico di Hosni Mubarak. I sostenitori di quest’ultimi lamentavano che un'attesa eccessiva delle elezioni poteva consolidare il potere dei militari con una conseguente destabilizzazione in vista delle elezioni.
Le elezioni parlamentari erano previste dopo sei mesi

## Contesto storico
La costituzione del 1971 è stata sospesa dal Consiglio Supremo delle forze armate, il 13 febbraio 2011, due giorni dopo le dimissioni di Hosni Mubarak. Venne in seguito scelto un comitato di giuristi per elaborare emendamenti al fine di aprire la strada a nuove elezioni parlamentari e presidenziali.
In caso di vittoria del "no" la costituzione del 1971 sarebbe stata annullata e uno nuova doveva essere ratificata prima delle elezioni, che probabilmente hanno esteso il periodo previsto di transizione fino al 2012 le elezioni.

## Articoli della vecchia costituzione
1. Articolo 75 della costituzione egiziana: "Il Presidente della Repubblica deve essere un egiziano nato da genitori egiziani e godere dei diritti civili e politici. La sua età non deve essere inferiore a 40 anni"[7].

1. Articolo 76 della costituzione egiziana: "L'Assemblea popolare designa il Presidente della Repubblica. La nomina è sottoposta al popolo per  plebiscito. La nomina per il presidente della Repubblica deve essere fatta nel nome della Assemblea popolare su proposta di almeno un terzo dei suoi membri. Il candidato che ottiene i due terzi dei voti dei membri dell'Assemblea popolare è sottoposto al popolo per plebiscito. Se il candidato non ottiene la maggioranza il processo di nomina deve essere ripetuta due giorni dopo la prima votazione. Il candidato che ottiene la maggioranza assoluta dei voti dei membri dell'Assemblea è sottoposta ai cittadini per plebiscito. Il candidato dovrà essere considerato Presidente della Repubblica, quando ottiene la maggioranza assoluta dei voti espressi nel plebiscito. Se il candidato non ottiene questa maggioranza, l'Assemblea propone la nomina di un altro candidato e la stessa procedura deve seguire riguardo alla sua candidatura e l'elezione[7].

1. Articolo 77 della costituzione egiziana: "La durata della presidenza è di sei anni a partire dalla data della proclamazione dei risultati del plebiscito. Il Presidente della Repubblica può essere rieletto per altri mandati consecutivi"[7].

1. Articolo 88 della costituzione egiziana: "La legge determina le condizioni che membri dell'Assemblea devono soddisfare, nonché le regole di elezione e referendum, mentre il voto deve essere sotto la supervisione dei membri di un organo giudiziario[8].